# إسحاق بن شوهام
العقيد اسحاق بن شوهام (بالعبرية: יצחק בן-שהם‏) (9 سبتمبر 1936 - 7 أكتوبر 1973) ضابط في الجيش الإسرائيلي شارك في حرب أكتوبر على الجبهة السورية وقاد اللواء 188 مدرع، قتل في ثاني أيام الحرب فيما دمر لواءه.

## نشأته
ولد ونشأ في إزمير بتركيا، هاجر إلى إسرائيل عام 1950 وأستقر في كيبوتس تيرات تسفي في شمال إسرائيل، وعندما هاجر والداه إلى إسرائيل، ترك الكيبوتس وانتقل معهم إلى القدس، التحق بعدها في صفوف الجيش الإسرائيلي عام 1954.